# 鬚胸棘鯛
鬚胸棘鯛輻鰭魚綱金眼鯛目燧鯛亞目燧鯛科的其中一種，分布於東太平洋區，從巴拿馬至智利海域，體長可達12公分，棲息在深水域，無經濟價值。

## 擴展閱讀
維基物種上的相關：鬚胸棘鯛